# مطار فيتوريا
مطار فيتوريا (إياتا: VIT، إيكاو: LEVT) هو مطار يقع بالقرب من فيتوريا-جاستيز، في إقليم الباسك بإسبانيا. يُعرف محليًا باسم مطار فوروندا نظرًا لقربه من قرية فوروندا. يحتوي المطار على محطة واحدة بها 3 بوابات و7 مكاتب تسجيل وصول و16 موقفًا للطائرات المتوسطة والخفيفة ومدرج CAT II/III بطول 3.5 كم.

## تاريخ

### التأسيس والسنوات الأولى
قبل بناء المطار الحالي، كانت فيتوريا-جاستيز يخدمها مهبط طائرات في سالبوروا. في عام 1970، بسبب النمو الديموغرافي للمدينة، حثت غرفة التجارة المحلية حكومة مقاطعة ألافا على دراسة إنشاء رحلات ركاب منتظمة. ونظرًا لعدم كفاية البنية التحتية الحالية، بدأت الدراسات الأولية لمطار جديد في عام 1972. دعا مشروع عام 1976 إلى إنشاء مدرج بطول 2200 متر (7200 قدم)، ولكن في النهاية تم بناء مدرج بطول 3500 متر (11500 قدم). تطلب البناء، الذي بدأ في عام 1977، هدم أوتازا، وهي قرية صغيرة كانت لتكون قريبة جدًا من عتبة المدرج. افتُتح المطار في 16 فبراير 1980.
كانت الحكومة الإقليمية، التي مولت البناء، قد تصورت المطار باعتباره البوابة الرئيسية إلى إقليم الباسك. ومع ذلك، سرعان ما رفض العرض الأولي للرحلات المنتظمة بسبب وجود مطار بلباو القريب بالقرب من المراكز السكانية الرئيسية. افتتحت شركة دي اتش ال مركزًا لوجستيًا في المطار في عام 1995.

### التطوير منذ عام 2000
تم افتتاح محطة شحن جديدة في عام 2006.
في عام 2006، بدأت شركة رايان إير رحلات يومية من مطار لندن ستانستيد، وبعد عام بدأت في تشغيل رحلات من مطار دبلن. غادرت شركة الطيران المطار في أكتوبر 2007. أنهت شركة طيران نوستروم رحلتيها اليوميتين إلى مدريد في مارس 2011، تاركة المطار بدون رحلات منتظمة. قامت شركة هيليت بتشغيل رحلات إلى برشلونة من أكتوبر 2012 إلى يناير 2013، ولكن لم تقم أي شركة طيران أخرى بتشغيل رحلات منتظمة إلى فيتوريا حتى عام 2017. خلال هذا الوقت، اقتصرت رحلات الركاب المجدولة على عمليات التأجير خلال موسم الصيف. خلال صيف عام 2015، عرضت شركة طيران نوستروم رحلات إلى بالما دي مايوركا وماهون وخيريز.
ومع ذلك، في عام 2016، أعلنت شركة رايان إير عن عودتها إلى فيتوريا في مارس 2017 بخدمات على مدار العام إلى بيرغامو وتينيريفي. في أكتوبر 2017، تمت إضافة رحلات مرتين أسبوعيًا إلى كولونيا / بون وإشبيلية، بهدف الوصول إلى 115000 مسافر سنويًا. تمت إضافة الرحلات إلى مايوركا في أبريل 2019، في نفس الوقت أعلنت شركة رايان إير عن خطط لتوسيع خدمتها إلى المطار بنسبة 40٪، بهدف الوصول إلى 160.000 مسافر. في أكتوبر 2020، قررت شركة رايان إير تعزيز المسارات الداخلية بإضافة اتصال مرتين أسبوعياً إلى أليكانتي. تم تجديد العقد التجاري لشركة رايان إير في عام 2020، وتمت إضافة مسار جديد إلى شارلروا في أبريل 2021. بدأت شركة بينتر كانارياس في تشغيل رحلات جوية إلى غران كناريا وتينيريفي في يوليو 2020. تم إنهاء مسار بينتر إلى تينيريفي في مارس 2022، بينما انتهى المسار المتبقي إلى غران كناريا في أكتوبر 2023.
اعتبارًا من عام 2023، كان فيتوريا رابع مطار في إسبانيا من حيث حركة الشحن.

## الوصول للمطار
يوجد خط حافلات يربط بين مطار فيتوريا ووسط المدينة.

## شركات الطيران والوجهات
قائمة الرحلات الجوية المنتظمة والموسمية من مطار فيتوريا:
| شركات الطيران | الوجهات                                                                           |
| ------------- | --------------------------------------------------------------------------------- |
| ريان إير      | أليكانتي، برغامو، شارلروا، اشبيلية رحلات موسمية: كولونيا، مالقة، بالما دي مايوركا |

## إحصائيات
في عام 2019، خدم المطار 174000 مسافر (37% دوليين، 63% داخليين)، وشغل 10800 رحلة وعالج 64500 طن من البضائع.
خدم المطار 235000 مسافر في عام 2022 (أعلى رقم منذ عام 1993) وعالج 73600 طن من البضائع، وهو أعلى رقم في تاريخ المطار.

## الحوادث
في 19 مايو 1995، هبطت طائرة كونفير سي في 580 تابعة لشركة سويفت إير بعجلاتها لأعلى أثناء رحلة تدريبية. نجا جميع الركاب الأربعة، لكن الطائرة تضررت بشكل لا يمكن إصلاحه.